# Benjamin Millepied

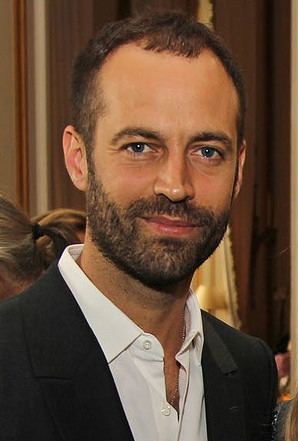
Benjamin Millepied (2015)

Benjamin Millepied (* 10. Juni 1977 in Bordeaux) ist ein französischer Balletttänzer, Choreograf und Filmregisseur. Von Oktober 2014 bis Februar 2016 war er Direktor des Ballettensembles der Pariser Oper.

## Tänzerische Ausbildung
Millepieds Ballettausbildung begann im Alter von acht Jahren durch seine Mutter, einer ehemaligen Balletttänzerin. Zwischen dem 13. und 16. Lebensjahr wurde er am Conservatoire National de Lyon von Michel Rahn ausgebildet. Danach setzte er seine Ausbildung an der School of American Ballet in New York bis 1994 fort.

## Werdegang
Seit 1995 ist Millepied Mitglied des Ensembles des New York City Ballet, seit 1998 als Solotänzer und seit 2002 als erster Solist. Er wirkte 2009/2010 als Choreograf und Schauspieler im Film Black Swan mit. Er ist der Begründer des L. A. Dance Project, das er von 2011 bis 2014 leitete.
Im Januar 2013 wurde Millepied zum Direktor des Balletts der Pariser Oper ernannt. Er trat die Stelle Mitte Oktober 2014 an. Anfang Februar 2016 gab er seinen Rücktritt bekannt. Aurélie Dupont trat im selben Jahr die Nachfolge als Chefchoreografin der Opéra de Paris an.
Millepied nahm im selben Jahr die Arbeit am L.A. Dance Project wieder auf.
Seine zweite Regiearbeit bei einem Film, das Musical-Drama Carmen mit Melissa Barrera in der Titelrolle, feierte im September 2022 beim Toronto International Film Festival seine Premiere.

## Privates
Millepied war vom 4. August 2012 bis Anfang 2024 mit der Schauspielerin Natalie Portman verheiratet. Sie haben einen gemeinsamen Sohn, der am 14. Juni 2011 geboren wurde, sowie eine Tochter, die im Februar 2017 auf die Welt kam. Beide hatten sich bei den Dreharbeiten für den Thriller Black Swan kennengelernt. Für Portman konvertierte er zum Judentum. Natalie Portmann hat sich 2024 von Millepied getrennt, nachdem er im Sommer 2023 eine Affäre mit der 25 Jahre alten Klimaschützerin Camille Étienne gehabt haben soll. Die Ehe wurde Anfang 2024 geschieden.